# Andrés Baquero
Andrés Baquero Almansa (Murcia, 1853-Murcia, 1916) fue un profesor, investigador y escritor español, interesado en la cultura murciana, sobre la que colaboró en diferentes publicaciones. Fue el primer comisario regio, rector de la Universidad de Murcia.

## Biografía

### Primeros años en Murcia y estudios fuera
Nace en 1853, realizando sus estudios primarios y secundarios en Murcia. Se traslada a Salamanca y Madrid para realizar estudios superiores al no existir universidad en Murcia, consigue el título de Doctor en Filosofía y Letras en 1879 y de Licenciado en Derecho en 1882.  En Madrid ocupa el cargo de archivero de la Real Academia de la Historia y se encarga del archivo de presidencia del consejo de ministros.

### Regreso a Murcia
Tras su regreso a Murcia ejerce la cátedra de retórica y poética en el Instituto Provincial, ocupando el cargo de director durante varios años. A través del Patronato para el Mejoramiento de la Cultura en Murcia colaboró en la creación de cuatro grupos escolares, el Museo de Bellas Artes, traer el Belén de Salzillo a Murcia y mejoras en el Jardín Botánico; también participó en la devolución del Fuero Juzgo a Murcia, desde la Real Academia Española de Madrid. Ocupó el cargo de alcalde de la ciudad entre 1891 y 1892. Es nombrado Comisario Regio de la Universidad de Murcia, desde el 7 de octubre de 1915 al 7 de enero de 1916, fecha en que falleció.

## Obra
Con dieciocho años estuvo dirigiendo La Ilustración Murciana, una publicación literaria que trataba de difundir el conocimiento de autores murcianos. A lo largo de su vida estuvo colaborando en diferentes periódicos de la época: La Paz de Murcia, Diario de Murcia, el Semanario Murciano, etc; donde a veces firmaba con el pseudónimo «Macias Coque». Sus artículos tenían un doble enfoque, por un lado sus “rebuscos” suponían una crítica social al estilo de Larra; por el otro, escribiendo sobre temas murcianos, como Francisco Salzillo, la Virgen de la Fuensanta, Polo de Medina y el Puente Viejo.
Realiza una importante labor investigadora sobre diferentes personas: Saavedra Fajardo, el licenciado Cascales y Ginés Pérez de Hita. Su obra más importante es el Catálogo de los profesores de Bellas Artes Murcianos, en la que hace un recorrido histórico sobre estos artistas.
Algunos de sus libros son:
- Estudio sobre la historia de la literatura en Murcia desde Alfonso X a los reyes católicos, Madrid: Imprenta de T. Fortanet, 1877.[4] OCLC 2928845
- Hijos ilustres de la provincia de Albacete.[5] Prólogo del Excmo. Sr. Marqués de Molins. Madrid: Pérez Dubrull, 1884. OCLC 23476493
- Catálogo de los profesores de Bellas Artes murcianos. Murcia, Sucesores de Nogués, 1913.[6] OCLC 3079290
- Rebuscos y documentos sobre la historia de Cartagena, Cehegín, Mula y Murcia.[7] OCLC 13056588
- El puente de Murcia, Diario de Murcia del 22 de febrero de 1882.
- Nª S.ª de la Arrixaca, antigua patrona de Murcia, Impr. Sucesores de Nogués, 1915.
- La Virgen de la Fuensanta, patrona de Murcia, Tip. Sánchez, 1927.